# ランポーレ三重
ランポーレ三重（ランポーレみえ、英: Rampole Mie）は、日本のプロバスケットボールクラブ。東海・北信越SB2リーグに所属する。本拠地は三重県名張市にあるマツヤマSSKアリーナ。

## 歴史
2018年9月、名張市出身で元東京サンレーヴスの北森郁哉の呼びかけで結成。設立当初は近畿大学工業高等専門学校教員の亀井俊彦が代表を務める団体「グリーンプロジェクト」が運営していた。
チーム名のランポーレは名張出身の作家、江戸川乱歩にちなんだもので、かつて名張をホームタウンとし亀井も在籍していたサッカークラブである三重FCランポーレ（現：アトレチコ鈴鹿クラブ）から継承したものとされる。
2019年1月に亀井代表が辞任、北森が代表に就任。
2019年3月に株式会社ランポーレ三重に会社登記をし本格的に会社として運営を始めた。
2019年4月19日、株式会社ランポーレ三重設立。初代ヘッドコーチに昭和四日市石油で指導経験有す長瀬一弘が就任。
B3リーグ下部の東海・北信越地域リーグに2019年シーズンから参戦開始。
B.LEAGUEや実業団経験者を擁してスタートするも、チャンピオンシップ進出はならず。天皇杯は2回戦敗退。
2020年は新体制としてデフバスケットボール男子日本代表監督の上田頼飛をGM兼監督に迎え、新たにB.LEAGUE経験のある若手を中心に獲得した。
天皇杯は三重県予選をコロナウイルス感染症の拡大を理由にキャンセル。
一方で地域リーグには参戦を継続しチャンピオンシップ初進出を果たすも1回戦敗退に終わる。
2021年は体制をほぼ継続。
天皇杯予選ではヴィアティン三重に決勝で71-92で敗退。
GM兼監督の上田頼飛らを2021年9月1日をもって解任・契約終了とした。コーチはワンリーズ和歌山から移籍の山本星矢が兼務する。
地域リーグでは8勝8敗、上位4チームに入ることができずチャンピオンシップ進出を逃した。
2024年４月に運営会社株式会社R-Lineから株式会社ヤマタケに事業譲渡し運営母体変更。
北森代表が辞任、株式会社ヤマタケの山端が代表に就任。
コーチはBリーグ経験者の田中大地が就任。

## 成績
- 順位欄 () 内数字は参加チーム数
- CS: 全日本社会人バスケットボール地域リーグチャンピオンシップ

| 年度 | リーグ       | 勝 | 敗 | 順位    | CS        |
| 2019 | 東海・北信越 | 5  | 9  | 6位 (8) | ---       |
| 2020 | 東海・北信越 | 4  | 3  | 3位 (8) | 1回戦敗退 |
| 2021 | 東海・北信越 | 8  | 8  | 5位 (9) | ---       |
| 2022 | 東海・北信越 | 5  | 7  | 5位     | ーー      |
| 2023 | 東海・北信越 | 6  | 6  | 4位     | 1回戦敗退 |
| 2024 | 東海・北信越 |    |    |         |           |